# Сан-Роман, Хосе
Хосе́ Игна́сио Сан-Рома́н Канчани (исп. José Ignacio San Román Canciani; род. 17 августа 1988, Сан-Мартин, Мендоса) — аргентинский футболист, защитник.

## Клубная карьера
Начинал свою карьеру в «Ривер Плейте», за который провёл всего один матч. 10 декабря 2016 года он принял участие в игре с «Велес Сарсфилдом», завершившейся с ничейным счётом 1:1.
Затем выступал за «Тигре» и «Сан-Лоренсо», провел один сезон во второй команде «Сарагосы», «Годой-Крус», «Арсенал» из Саранди и «Уракан». В 2016 году половину сезона провёл в нидерландском «АДО Ден Хааг», после чего вновь вернулся на родину, где выступал за «Ньюэллс Олд Бойз» и «Атлетико Тукуман».
31 августа 2019 года в третий раз отправился в Европу, подписав годичный контракт с кипрским клубом «Неа Саламина». В её составе дебютировал 16 сентября в домашней игре с никосийским «Олимпиакосом». Сан-Роман вышел в стартовом составе и на 59-й минуте уступил место Саввасу Тсабурису.